# Помста (фільм, 2010)
«Помста» (дан. «Hævnen») — драматичний фільм 2010 року данської режисерки Сюзанни Бір. Друга поширена назва фільму — «У кращому світі» (англ. In a Better World). Фільм отримав преміями «Золотий глобус» (2011) та «Оскар» (2011) як найкращий фільм іноземною мовою.

## Сюжет
Сорокарічний Антон повертається в рідну Данію, багато років пропрацювавши в африканському таборі для біженців. Довгі роки серед чужого горя навчили його ніколи не відповідати насильством на насильство. Навіть коли місцевий автомеханік б'є Антона, той стримує гнів. Здається, що конфлікт вичерпаний, але його син Еліас разом зі своїм другом Крістіаном вирішують помститися за батька.

## У головних ролях
- Мікаел Персбрандт — Антон
- Тріне Дюргольм — Маріанна
- Ульріх Томсен — Клаус
- Вільям Нільсен — Крістіан
- Маркус Ріґард — Еліас
- Кім Бодніа — Ларс